# Kyrys

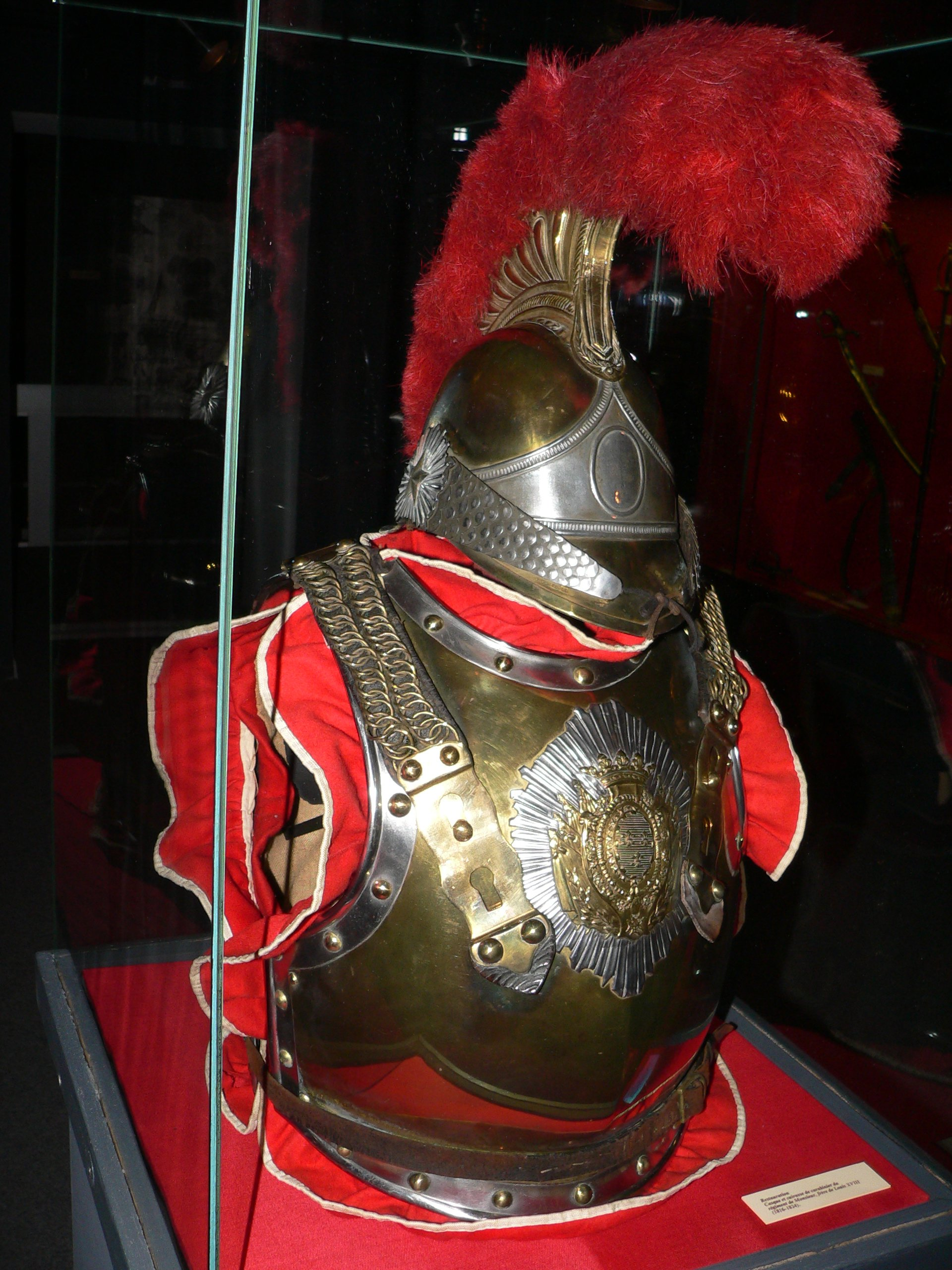
Kyrys a přilba příslušníka francouzského jezdectva, 1810-1824.

Kyrys je plátový ochranný kryt trupu, kožený nebo kovový. Jednoduchý kyrys chrání pouze hruď, dvojitý i záda. Lze jej nosit jako součást plátové zbroje nebo i samostatně.
Díky relativní lehkosti a ochraně nejdůležitějších orgánů se kyrys udržel ve výzbroji těžkého jezdectva, tzv. kyrysníků až do druhé poloviny 19. století, navzdory rozkvětu palných zbraní.